# Kurt Sprengel
Kurt Sprengel  ou Curt Polycarp Joachim Sprengel (Boldekow, 3 de agosto de 1766 - Halle an der Saale, 15 de março de 1833) foi um médico e botânico alemão.

## Biografia
Seu tio era o botânico  Christian Konrad Sprengel (1750-1816), famoso por seus trabalhos sobre a fecundação dos vegetais pelos insetos.  Seu pai era clérigo, que deu a seus filhos uma rica formação, principalmente em línguas.  Deste modo, Kurt Sprengel aprendeu desde cedo o latim, o grego e o árabe.
Aos 14 anos publica sua obra Anleitung zur Botanik für Frauenzimmer (Guía de botânica para as mulheres) (1780). Em 1784, iniciou seus estudos em  teologia e medicina na Universidade de Halle. Licenciado em medicina em 1787, passou a ensinar esta matéria dois anos mais tarde, tornando-se professor efetivo em 1795.
Sprengel dedicou seu tempo nas pesquisas em medicina e botânica, consagrando-se também na história da medicina. Com seus trabalhos baseados em observações no microscópio dos tecidos vegetais  contribuiu de maneira importante para o aprimoramento da classificação de Carolus Linnaeus (1707-1778).

## Obras
- Beitrage zur Geschichte des Pulses (1787)
- Galens Fieberlehre (1788)
- Apologie des Hippokrates und seiner Grundsätze (1789)
- Versuch einer pragmatischen Geschichte der Arzneikunde (1792-1799)
- Handbuch der Pathologie (1795-1797)
- Antiquitatum botanicarum specimen (1798)
- Historia rei herbariae (1807-1808)
- Anleitung zur Kenntniss der Gewächse (1802-1804 und 1817-1818)
- Flora Halensis (1806-1815)
- Von dem Bau und der Natur der Gewächse (1812)
- Plantarum Umbelliferarum prodromus … (1813)
- Plantarum minus cognitarum pugillus (1813–1815)
- Geschichte der Botanik (2 Bände, 1817-18)
- Species umbelliferarum minus cognitae (1818)
- Geschichte der Chirurgie (1819)
- Geschichte der Medicin (1820)
- Neue Entdeckung im ganzen Umfang der Pflanzenkunde (1820-1822)
- Institutiones pharmacologiae (6 Bände, 1809-1819)

## Homenagens
O gênero de plantas Sprengelia Sm. da família  Ericaceae foi nomeado em sua honra.